# Tschechische Bibliothek
Die Tschechische Bibliothek ist eine überwiegend literarische Buchreihe tschechischer Werke für deutschsprachige Leser. Sie beruht auf einer Förderinitiative der Robert-Bosch-Stiftung und wurde von Peter Demetz, Jiří Gruša, Peter Kosta, Eckhard Thiele und Hans Dieter Zimmermann herausgegeben. Nach Angaben des Börsenblatts haben 66 Übersetzer und Bohemisten an der Herausgabe der Texte von 213 tschechischen Autoren gearbeitet. Sie erschien seit 1999 in München und Stuttgart bei der Deutschen Verlags-Anstalt (DVA). Die Reihe umfasst insgesamt 33 Bände.

## Überblick
Die Bände im Einzelnen:
- Die Hunde von Konstantinopel. Jan Neruda. 2007 Inhalt
- Das Beil. Ludvík Vaculík. 2006
- Höhlen tief im Wörterbuch: tschechische Lyrik der letzten Jahrzehnte. 2006 Inhalt
- Mich zwingt nichts als die Liebe. Božena Němcová. 2006 Inhalt
- Süß ist es zu leben: tschechische Dichtung von den Anfängen bis 1920. 2006 Inhalt
- Das Baßsaxophon. Josef Škvorecký. 2005
- Frühling in Prag oder Wege des Kubismus. 2005 Inhalt
- Kreuzungen des Lebens. Richard Weiner. 2005 Inhalt
- Pilger des Tages und der Nacht. Jakub Deml. 2005 Inhalt
- Adieu Musen: Anthologie des Poetismus. 2004 Inhalt
- Das Labyrinth der Welt... und andere Meisterstücke. Johann Amos Comenius. 2004
- Fin de siècle: tschechische Novellen und Erzählungen. 2004 Inhalt
- Siebenmal in der Hauptrolle. Egon Hostovský. 2004
- Allzu laute Einsamkeit und andere Texte. Bohumil Hrabal. 2003 Inhalt
- Der Mensch auf der Landstraße. Jan Čep. 2003
- Freundinnen aus dem Haus der Traurigkeit. Eva Kantůrková. 2003
- Musikerbriefe. Bedřich Smetana. 2003
- Blut ist kein Wasser. Josef Jedlička. 2002
- Magister Kampanus. Zikmund Winter. 2002
- Tschechische Philosophen im 20. Jahrhundert. 2002 Inhalt
- Tschechische Philosophen von Hus bis Masaryk. 2002 Inhalt
- Die traurigen Augen. Ivan Olbracht. 2001 Inhalt
- Gespräche mit Masaryk. Karel Čapek. 2001
- Polemische Schriften. Karel Havlíček Borovský. 2001
- Wir fünf und Jumbo. Karel Poláček. 2001
- Der Bäcker Jan Marhoul. Vladislav Vančura. 2000
- Die Liebe ging mit mir ... Karel Hynek Mácha. 2000
- Gartenfest: Dramen. 2000 Inhalt
- Leben mit dem Stern. Jiří Weil. 2000
- Der unbekannte Mensch. Milada Součková. 1999
- Der Urschweijk und anderes aus dem alten Europa und dem neuen Rußland. 1999 Inhalt
- Gottes Regenbogen. Jaroslav Durych. 1999
- Hordubal. Karel Čapek. 1999